# (19279) 1995 YC4
(19279) 1995 YC4 est un objet de la ceinture principale d'astéroïdes extérieure de 7,339 km de diamètre découvert en 1995.

## Description
(19279) 1995 YC4 a été découvert le 28 décembre 1995 à l'Air Force Maui Optical and Supercomputing (AMOS), un observatoire astronomique rattaché au Air Force Research Laboratory (AFRL) situé sur l'île de Maui, à Hawaï (États-Unis), par l'Air Force Maui Optical and Supercomputing observatory.

### Caractéristiques orbitales
L'orbite de cet astéroïde est caractérisée par un demi-grand axe de 3,36 UA, un périhélie de 3,16 UA, une excentricité de 0,06 et une inclinaison de 0,67° par rapport à l'écliptique. Du fait de ces caractéristiques, à savoir un demi-grand axe entre 3,2 et 4,6 UA, il est classé, selon la JPL Small-Body Database, comme objet de la ceinture principale d'astéroïdes extérieure.

### Caractéristiques physiques
(19279) 1995 YC4 a une magnitude absolue (H) de 14,0 et un albédo estimé à 0,075, ce qui permet de calculer un diamètre de 7,339 km. Ces résultats ont été obtenus grâce aux observations du Wide-Field Infrared Survey Explorer (WISE), un télescope spatial américain mis en orbite en 2009 et observant l'ensemble du ciel dans l'infrarouge, et publiés en 2011 dans un article présentant les premiers résultats concernant les astéroïdes de la ceinture principale.